# Patinapta vaughani
Patinapta vaughani is een zeekomkommer uit de familie Synaptidae.
De wetenschappelijke naam van de soort werd in 1953 gepubliceerd door Gustave Cherbonnier.